# ماغنوس أندرسون (لاعب كرة قدم)
ماغنوس أندرسون (بالسويدية: Magnus Andersson)‏ (و. 1981  م) هو لاعب كرة قدم، من السويد، ولد في السويد، يلعب كلاعب وسط.

## روابط خارجية
- ماغنوس أندرسون على موقع اتحاد السويد (السويدية)
- ماغنوس أندرسون على موقع قاعدة بيانات كرة القدم.إي يو (الإنجليزية)
- ماغنوس أندرسون على موقع عالم كرة القدم.نت (الإنجليزية)